# Sigrid Früh
Sigrid Früh (geb. 18. Mai 1935 bei Ludwigsburg; gest. 7. Dezember 2016 in Fellbach) war eine deutsche Sagen- und Märchenforscherin und Märchenerzählerin.

## Leben und Wirken
Sigrid Früh studierte Germanistik und Volkskunde in Tübingen und Zürich und widmete sich der Sammlung und Herausgabe von Sagen und Märchen. Seit den späten 1970er Jahren war sie an der Gründung zahlreicher Institutionen zur Verbreitung und Erforschung von Märchen beteiligt, so an den Märchentagen in Schorndorf, Witzenhausen, Weinstadt, Kronach und Fellbach. Sie war aktives Mitglied der Europäischen Märchengesellschaft und Herausgeberin und Autorin im Verlag Königsfurt-Urania.
Sie trug Märchen aus allen Teilen Europas zusammen und veröffentlichte sie im Kontext ihrer landesspezifischen oder regionalen Erzähltradition oder unter ausgewählten Themenschwerpunkten wie Frauenmärchen, Märchen von Müttern und Töchtern, Märchen vom Tod und neuem Leben oder Pferdemärchen. Neben ihrer Forschungs-, Vortrags- und Seminartätigkeit trat sie auch als Erzählerin auf und setzte sich für den Erhalt der schwäbischen Mundart ein. Sie veröffentlichte mehr als 60 Bücher.

## Auszeichnungen
- 1994 Friedrich-E.-Vogt-Medaille für Verdienste um die schwäbische Mundart in Aalen
- 2003 Wildweibchenpreis der Gemeinde Reichelsheim
- 2004 Gertrud-Hempel-Volkserzähler-Preis in Rheine
- 2011 Sebastian Sailer Medaille des Kulturrates vom Schwäbischen Albverein
- 2013 Heimatmedaille des Landes Baden-Württemberg

## Werke (Auswahl)
- Märchen von Tod und neuem Leben: Zum Erzählen und Vorlesen. Königsfurt-Urania, Krummwisch 2014. ISBN 978-3-8682-6053-3.
- Märchen von Gärten: Zum Erzählen und Vorlesen. Königsfurt-Urania, Krummwisch 2013. ISBN 978-3-8682-6038-0.
- Märchen von Hexen und weisen Frauen: Zum Erzählen und Vorlesen. Königsfurt-Urania, Krummwisch 2012. ISBN 978-3-8682-6034-2.
- Pferde-Märchen: Zum Erzählen und Vorlesen. Königsfurt-Urania, Krummwisch 2012. ISBN 978-3-8682-6038-0.
- Märchenreise durch Süddeutschland. Märchen zum Erzählen und Vorlesen. Königsfurt-Urania, Krummwisch 2012. ISBN 978-3-8682-6028-1.
- Märchenreise durch Norddeutschland. Märchen zum Erzählen und Vorlesen. Königsfurt-Urania, Krummwisch 2012. ISBN 978-3-8682-6027-4.
- Geheimnisvolle Winter und Weihnachtszeit. Märchen, Sagen, Brauchtum und Lieder von Martini bis Lichtmess. Timon Verlag, Hamburg 2007. ISBN 978-3-9383-3515-4.
- ‘s menschelet: Schwäbische Geschichten und Gedichte. Silberburg, Tübingen 2004. ISBN 978-3-8740-7539-8.
- Rauhnächte: Märchen, Brauchtum, Aberglaube. Stendel, Waiblingen 1998. ISBN 3-926-78924-7
- Die Frau im Märchen. Königsfurt-Urania, Krummwisch 1985. ISBN 3-876-80339-X
- Die Elemente des Lebens. Märchen, Brauchtum, Aberglaube. Stendel, Waiblingen ISBN 3-926789-33-6.